# Zoia Ceaușescu
Zoia Ceaușescu (Bucarest, Rumanía, 28 de febrero de 1949-Bucarest, 20 de noviembre de 2006) fue una matemática rumana, hija del líder comunista Nicolae Ceaușescu y su esposa Elena.

## Biografía
Estudió en el Instituto n.º 24 (actualmente Instituto Jean Monnet) en Bucarest, donde se graduó en 1966. Tras ello, continuó sus estudios en la Facultad de Matemáticas de la Universidad de Bucarest. Tras obtener su doctorado en matemáticas, trabajó como investigadora en el Instituto de Matemáticas de la Academia Rumana en Bucarest. Su campo de especialización era el análisis funcional. Supuestamente, sus padres estaban descontentos por su elección de trabajar en matemáticas, por lo que el instituto se disolvió en 1975. Pasó entonces a trabajar en el Institutul pentru Creație Științifică și Tehnică (INCREST, Instituto para la Creatividad Científica y Técnica), donde fue jefa del recién creado departamento de matemáticas. En 1976, Ceaușescu recibió el Premio Simion Stoilow por sus contribuciones a las matemáticas.
En 1980, se casó con Mircea Oprean, un ingeniero y profesor en la Universidad Politécnica de Bucarest.[cita requerida]
Durante la Revolución rumana, el 24 de diciembre de 1989 fue arrestada por «socavar la economía rumana», y no fue liberada hasta ocho meses más tarde, el 18 de agosto de 1990. Tras ser liberada, intentó sin éxito recuperar su trabajo anterior en el INCREST, tras lo cual se rindió y se retiró. Tras la revolución, algunos periódicos afirmaron que había tenido una vida salvaje, con multitud de amantes y estando a menudo borracha.
Tras la ejecución de sus padres, el nuevo gobierno confiscó la casa en la que vivía con su marido (la casa fue usada como prueba de riqueza presuntamente robada), por lo que tuvo que mudarse a casa de unos amigos.
Tras la revolución que destituyó a sus padres, Zoia informó que durante el mandato de sus padres en el poder, su madre había pedido a la Securitate mantener vigilados a los hijos de Ceaușescu, tal vez, según ella, por amor hacia ellos. La Securitate no podía tocar a los niños, según dijo, pero la información que proporcionó les creó muchos problemas. También remarcó que el poder tuvo un «efecto destructivo» en su padre y que «perdió el juicio».
Zoia Ceaușescu creía que sus padres no estaban enterrados en el Cementerio de Ghencea. Intentó exhumar sus restos, pero un tribunal militar rechazó su solicitud.[cita requerida]
Zoia era una fumadora habitual, y falleció de cáncer de pulmón a la edad de 57 años, en 2006.

## Publicaciones destacadas
Zoia Ceaușescu publicó 22 artículos científicos entre 1976 y 1988. Entre los más destacados están:
- Ceaușescu, Zoia; Vasilescu, Florian-Horia (1978). «Tensor products and the joint spectrum in Hilbert spaces». Proceedings of the American Mathematical Society (American Mathematical Society) 72 (3): 505-508. doi:10.2307/2042460. MR 0509243

- Ceaușescu, Zoia (1979). «Lifting of a contraction intertwining two isometries». Michigan Mathematical Journal 26 (2): 231-241. doi:10.1307/mmj/1029002216. MR 0532324

- Arsene, Grigore; Ceaușescu, Zoia; Constantinescu, Tiberiu (1988). «Schur analysis of some completion problems». Linear Algebra and its Applications 109: 1-35. doi:10.1016/0024-3795(88)90195-4. MR 0961563